# Raule (Schiff, 1919)
Die Raule war ein Minensuchboot des Typs Minensuchboot 1916 der Reichsmarine, das ab Mai 1940 als Räumbootbegleitschiff der Kriegsmarine eingesetzt wurde. Sie sank am 9. Mai 1942 bei einer Kollision mit dem Räumboot R 45 nordwestlich von Boulogne-sur-Mer.
Während seiner Einsatzzeit trug das Boot mehrere Bezeichnungen. Gebaut wurde es als M 133. 1929 erfolgte eine Umbenennung in Wacht, 1933 erhielt das Boot wieder die Nummer M 133. Mit dem Umbau in ein Begleitschiff wurde es 1939 in Raule umbenannt und erhielt zudem die Nummer M 533.
Schwesterschiffe als Räumbootbegleitschiff waren die Hela (ex M 135), die Von der Groeben (ex M 107), die Jungingen (ex M 134), die Nettelbeck (ex M 138) und die Von der Lippe (ex M 146). Die Raule war nach Benjamin Raule benannt, dem Marineberater des Kurfürsten Friedrich Wilhelm von Brandenburg.

## Verwendung
Von seiner Indienststellung im Dezember 1919 bis 1922 diente M 133 zum Minenräumen und zum Fischereischutz. Ab dem 1. Oktober 1922 wurde das Boot als Tender beim Befehlshaber der Seestreitkräfte der Nordsee verwandt, ab 13. Oktober 1923 beim aus dem Befehlshaber der Seestreitkräfte der Ostsee hervorgegangenen Befehlshaber der leichten Seestreitkräfte der Ostsee und ab dem 1. Oktober 1924 bei der 1. Torpedobootsflottille. Am 11. März 1929 wurde das Boot in Wacht umbenannt, dann aber am 28. März 1930 außer Dienst gestellt.
Das Boot wurde unter seiner alten Bezeichnung M 133 am 2. Oktober 1933 reaktiviert und diente bis zum 4. Mai 1939 erneut als Minensuchboot, dabei ab dem 30. September 1935 als Führungsboot der 2. Minensuchflottille. Am 1. Oktober 1935 wechselte das Boot zur 1. Geleitflottille, bei der es am 25. Mai 1936 außer Dienst gestellt wurde. Vom 1. Oktober 1936 bis zum 4. Mai 1939 wurde das Boot nochmals als Minensuchboot bei der 2. Minensuchflottille eingesetzt. Anschließend wurde das Schiff zum Räumbootbegleitschiff umgebaut, wobei eine Verlängerung um gut zwei Meter und eine Tonnagevergrößerung von gut 200 t erfolgten. Am 24. August 1939 wurde M 133 in Raule umbenannt und erhielt Anfang November 1940 die Bezeichnung M 533.
Die Raule diente als Räumbootbegleitschiff der 4. Räumbootsflottille in der Nordsee, im niederländisch-belgischen Küstenbereich und schließlich im Ärmelkanal. Dabei wurde das Boot am 24. August 1940 in der Westerschelde durch Minentreffer beschädigt.

## Untergang
Die Raule – unter dem Kommando von Oberleutnant zur See Otto Nordt – sank am 9. Mai 1942 nordwestlich von Boulogne-sur-Mer während der Vorbereitungen für den Kanaldurchbruch des Hilfskreuzers Stier nach einer Kollision mit dem Räumboot R 45, das dabei ebenfalls verloren ging.
Der Name Raule wurde ab dem 14. Mai 1959 von der Schulfregatte Raule der Bundesmarine fortgeführt.